# Ирклей (приток Тясмина)
Ирклей или Ирклец (укр. Ірклій, Іркліц, устар. Ирклейц) — правый приток реки Тясмин, протекающий по Кропивницкому (Кировоградская область), Черкасскому (Черкасская область) районам (Украина).

## География
Длина — 26, 30,4 км (6,4 км в Кировоградской области, 24 км — Черкасской). Площадь водосборного бассейна — 226, 221 км² (12 км² в Кировоградской области, 209 км² — Черкасской). Русло реки в нижнем течении (пруд в селе Чернече) находится на высоте 84,0 м над уровнем моря. Река преимущественно используется для с/х нужд.
Долина реки трапециевидная, шириной 2 км и глубиной 50 м. Русло извилистое, шириной 5 м, в верховье из-за каскада прудов пересыхает, в нижнем течении выпрямлено в канал (канализировано). Пойма частично заболоченная, очагами занята лесными насаждениями. Уклон реки 2,6 м/км. Питание снеговое и дождевое. Ледостав неустойчивый, длится с декабря по март..
Берёт начало юго-восточнее села Цветное. Река течёт на север, северо-восток. Впадает в реку Тясмин (на 6,9-км от её устья, в 1957 году — на 34-км) на северо-восточной окраине города Чигирин. Приустьевая часть реки служит административной границей города Чигирин.
Притоки (от истока до устья): Лысянка; безымянные ручьи.
Населённые пункты на реке (от истока до устья):
Кропивницкий район
1. Ружичево

Черкасский район
1. Гненное
2. Цибиковка[12]
3. Вершацы
4. Чернече
5. Галагановка
6. город Чигирин